# متحف التاريخ والأنثروبولوجية لتشولولا
متحف التاريخ والأنثروبولوجيا في تشولولا، المعروف أيضًا بمتحف الموقع الأثري في تشولولا ومنطقة تشولولا الأثرية، هو مؤسسة تابعة للمعهد الوطني للأنثروبولوجيا والتاريخ في المكسيك (INAH) ويقع في ولاية بويبلا. لا يجب الخلط بينه وبين متحف تشولولا الإقليمي، الذي يقع على بعد شارعين فقط. كان إقليم بويبلا ذا أهمية كبيرة في تاريخ المكسيك، حيث تم العثور على أقدم بقايا لزراعة الذرة والبطاطا الحلوة في منطقة تيهواكان؛ كما كان مسرحًا لمدن ما قبل الإسبان المهمة مثل كانتونا وتشولولا.
فيما يتعلق بتاريخ تشولولا، فإن تسميتها الجغرافية تأتي من جذور الناهوا، حيث تعني كلمة "تشولوولا" "انحدار الماء". يظهر الموقع الذي تشغله مدينة تشولولا حاليًا دلائل على وجود استيطان بشري يعود على الأقل إلى الفترة ما قبل الكلاسيكية الوسطى في أمريكا الوسطى (القرون 12-4 قبل الميلاد)، مما يمثل استيطانًا مستمرًا لأكثر من 30 قرنًا. كان أول استيطان في تشولولا يقع في المناطق المحيطة ببحيرة اختفت الآن. حدث ذلك في الفترة ما قبل الكلاسيكية الوسطى أو العليا، تقريبًا بين القرنين الثامن والثالث قبل الميلاد. في تلك الفترة، كانت المستوطنات المايا الوسطى عبارة عن قرى صغيرة كان نشاطها الرئيسي يتمثل في الزراعة لتحقيق الاكتفاء الذاتي، خاصة في زراعة الذرة. حوالي القرن الأول قبل الميلاد، بٌنيت أول مركز طقسي مهم في تشولولا، ومنه بدأ النمو الذي سيؤدي إلى أن تصبح تشولولا واحدة من أهم المراكز الدينية في أمريكا الوسطى.

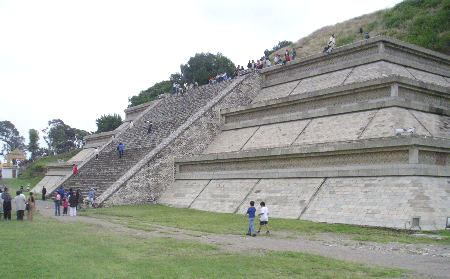
القاعدة الشرقية لهرم تشولولا

## مقدمة
تعد المنطقة الأثرية في تشولولا مع متحف الموقع من الأماكن الهامة التي تمثل جزءًا كبيرًا من العرض الثقافي في ولاية بويبلا، حيث تستقطب العديد من الزوار. في السنوات الأخيرة، احتلت هذه المنطقة الأثرية مراكز متباينة (المركز التاسع، العاشر والحادي عشر) بين المواقع الأثرية المفتوحة للجمهور في المكسيك.

## الموقع
يقع المتحف في بلدية سان أندريس تشولولا، تحديدًا في شارع 8 الشمالي رقم 2، تقاطع مع شارع موريلوس. تشولولا هي بلدية تقع في ولاية بويبلا المكسيكية، في المنطقة الوسطى الغربية من الولاية. تقع العاصمة البلدية، التي تحمل نفس اسم البلدية، على بعد حوالي 8 كيلومترات غرب العاصمة ولاية بويبلا. تحد بلدية سان أندريس تشولولا من الشمال مع بلدية سان بيدرو تشولولا، ومن الجنوب مع أوكويوكان، ومن الغرب مع سان غريغوريو أتزومبا، ومن الشرق مع بويبلا دي زاراجوزا.
تعود تأسيس تشولولا إلى عام 500 قبل الميلاد. وتشولولا تعني في لغة الناواتل "الماء الذي يسقط في مكان الهروب". كان التولتيك هم من أسسوا هنا أكبر مركز ديني في منطقة أناهواك، مما جعل تشولولا تصبح "المدينة المقدسة". كانت تشولولا مستوطنة ذات تاريخ مستمر منذ القرن الخامس الميلادي حتى اليوم. ولذلك، تعتبر تشولولا أقدم مدينة حية في أمريكا. المدينة تتمتع بجاذبية خاصة أثناء التجول في وسطها التاريخي المحاط بالكنائس والمباني الاستعمارية الجميلة، والتي تتميز بشكل خاص بوجود هرمها ما قبل الكولومبي الكبير.

## تاريخ المتحف
يعد المتحف مبنى حديث بٌنى خصيصًا ليكون متحفًا للموقع الأثري لمنطقة تشولولا. يتكون المتحف من ثلاث قاعات للعرض الدائم تقع جميعها في نفس المستوى. يقع المتحف على الجرف الشمالي للهرم الأكبر في تشولولا، ويمكن الوصول إليه عبر منحدر أو سلالم من حديقته الأمامية.
توجد بعض الإشارات الوثائقية الشحيحة والشهادات الشفهية التي تفيد بأنه اٌفتتح أول قاعة من المتحف في عام 1945، قبل أن تنتهي الحفريات الأثرية الأولى في تشولولا (1931-1956). كانت هذه القاعة تعرض بعض القطع الأثرية وتعرض نموذجًا مرتفعًا لإعادة بناء مراحل البناء المختلفة للهرم الأكبر في تشولولا، بالإضافة إلى نموذج للمرحلة الأخيرة من البناء، ولكن دون تضمين الكنيسة الكاثوليكية في قمة الهرم.
بعد نهاية الموسم الثاني من الحفريات الأثرية (1967-1971)، تم إضافة القاعة الثانية إلى المتحف، مما أدى إلى زيادة المعروضات في هذا القسم، وخصوصًا الفخار، وتعديل نموذج القاعة الأولى. ضٌمنت المساحات الجديدة التي تم اكتشافها على الجانبين الجنوبي والغربي للهرم الأكبر، ونٌقل النموذج إلى الحفرة الحالية، بالإضافة إلى إزالة نموذج المرحلة الأخيرة من البناء وإضافة "مزار السيدة فيرجن دي لوس ريميديوس" في القمة، مما ساهم في حدوث لبس في تفسير الموقع الأثري.
في أوائل التسعينيات من القرن العشرين، أٌضيفت قاعة صغيرة ثالثة للمعارض، مخصصة لاستنساخ الرسومات الجدارية لتشولولا. في عام 1997، أٌعيد تأهيل متحفية للمتحف، حيث غٌيرت الرسالة المعروضة وتعديل المجموعة المعروضة، مع استبدال القطع الأثرية القديمة بأخرى أكثر تمثيلًا للموقع الثقافي.
بعد عشر سنوات، في عام 2007، أٌجري إعادة تأهيل متحفية أخرى، حيث تم استبدال الأثاث القديم بآخر أكثر ملائمة، وتم تعديل المجموعة المعروضة مرة أخرى. كما أٌضيفت مساحة جديدة مخصصة للتفاعل مع الإسبان، مع إبراز أهمية الوثيقة التاريخية المعروفة بـ "كوديك تشولولا"، الذي يٌعرض في المتحف.

## المعارض

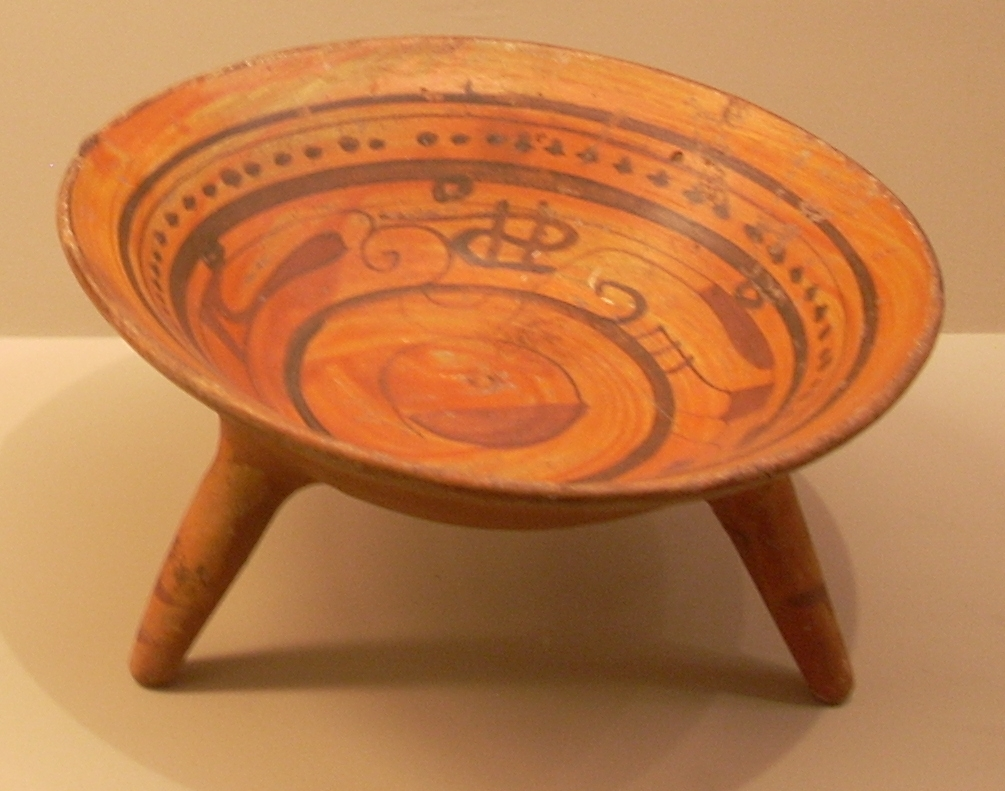
فخار برتقالي مع قاعدة ثلاثية الأرجل

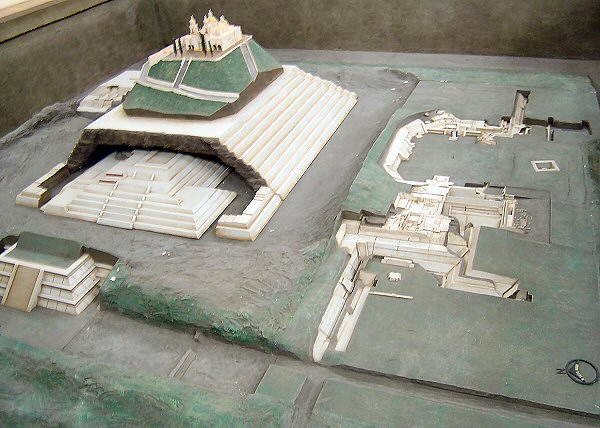
نموذج للهرم الكبير في تشولولا

تم ترتيب قاعات العرض بطريقة زمنية، حيث يتم استخدام الفخار لتناول تطور ثقافة تشولولا في العصر ما قبل الإسباني:
في القاعَة الأولى، يُعرض نموذج الموقع الأثري، بالإضافة إلى تناول مواضيع مثل تاريخ الاكتشافات، والآثار في تشولولا (الكرونولوجيا)، والفخار، ونظام البناء، وفناء المذابح.
في القاعَة الثانية، يتم تناول فترة ما بعد الكلاسيكي المبكر (800-900 م)، وفترة ما بعد الكلاسيكي الأوسط-المتأخر (900-1521 م)، والعادات الجنائزية، والتواصل مع الإسبان.
في القاعَة الثالثة، تُعرض نسخ من الرسوم الجدارية لتشولولا، بالإضافة إلى بعض الأشياء الأثرية التي تم الإشارة إليها في الرسوم الجدارية.
تتبع الخطابات التفسيرية في المتحف نهجًا تقنيًا وآثاريًا وبالاعتماد على خط زمني، حيث يتم تناول الموقع الأثري من منظور واحد فقط، وهو منظور تقني يعكس خصوصية موقع تشولولا وهرمها الكبير. هذا الهرم الذي يضم في قمته معبدًا مارِيًا هامًا مكرسًا لِعذراء "الريميديوس"، والذي يُعتبر في الوقت الحالي رمزًا أساسيًا للهوية لِأحياء وقرى منطقة تشولولا.
من هذا المنطلق، يجب أن يدمج المتحف في خطابه التفسيري بدائل أقل تقنية وأكثر سردية، وأكثر قربًا من تساؤلات الجمهور. يعالج القسم المخصص لحظة الاتصال مع الإسبان هذه الجوانب، وباستخدام خرائط من "كوديك تشولولا"، يحاول أن يوفر معلومات تساعد الزوار على قراءة الوثيقة التصويرية بطريقة تسمح، خصوصًا بالنسبة للجمهور المحلي، بتحديد الجغرافيا الحالية من خلال المقارنة مع الجغرافيا ما قبل الإسبانية والقرون الاستعمارية المبكرة في منطقة تشولولا.

## لخدمات والمواعيد
يوجد مرشدون سياحيون معتمدون من قبل وزارة السياحة (SECTUR)، ولكن خدماتهم تأتي مقابل رسوم. كما يتوفر في المتحف دليل زوار باللغتين الإسبانية والإنجليزية. بالإضافة إلى ذلك، يقوم المتحف، من خلال المعهد الوطني للأنثروبولوجيا والتاريخ (INAH)، بإصدار منشورات ويوفر خدمة دورات مياه.
- المواعيد: مفتوح للجمهور من الإثنين إلى الأحد من الساعة 9 صباحًا حتى 6 مساءً.
- الأسعار: الدخول العام: 46 بيزو مكسيكي. يشمل الدخول إلى المنطقة الأثرية. الدخول المجاني: للأطفال تحت سن 13 عامًا، الطلاب، المعلمون وكبار السن حاملي البطاقة. الأحد: دخول مجاني.